# Zoofenster
Zoofenster är en 119 meter hög skyskrapa i västra Berlin, belägen i City West i det triangelformade kvarteret mellan Kantstrasse, Joachimsthaler Strasse och Hardenbergstrasse i stadsdelen Charlottenburg. Tillsammans med den lika höga grannskyskrapan Upper West som färdigställdes 2017, bildar den en portal till Kantstrasses östra ände. Zoofenster ritades av den tyske arkitekten Christoph Mäckler i modernistisk stil. Bygget påbörjades 2008 och invigningen skedde 3 januari 2013.
Större delen av skyskrapan inrymmer ett femstjärnigt lyxhotell, Waldorf Astoria Berlin. I gatuplanet finns även butiker och restauranger, bland annat Romanisches Café som är en efterföljare till det kända café som låg vid Breitscheidplatz under Weimarrepubliken.